# John Sibthorp
John Sibthorp, född 28 oktober 1758 i Oxford, död 8 februari 1796 i Bath, var en engelsk botaniker. Han var son till Humphry Sibthorp. Auktorsnamnet Sibth. kan användas för John Sibthorp i samband med ett vetenskapligt namn inom botaniken; se Wikipediaartiklar som länkar till auktorsnamnet.
Sibthorp blev 1784 medicine doktor och efterträdde samma år sin far som Sherardiansk professor i Oxford. Han konkurrerade med James Edward Smith som spekulant på Linnés herbarium för Oxfords universitets räkning, företog 1786-87 en resa genom Europa till Grekland för att söka identifiera Dioscorides växter, deltog 1788 i stiftandet av Linnean Society och besökte återigen Grekland 1794-95.
Hans stora samlingar och övriga forskningsresultat, varibland 966 färgplanscher i folio av grekiska växter, målade av österrikaren Ferdinand Lukas Bauer utgavs postumt under titeln Flora Græca (band 1-7 av J.E. Smith, 1806-30, band 8-10 av John Lindley, 1833-40). Av Sibthorp själv utgavs dessutom Flora oxoniensis (1794).